# Chevrolet Van
Chevrolet Van – samochód osobowo-dostawczy typu van klasy pełnowymiarowej produkowany pod amerykańską marką Chevrolet w latach 1964 – 1995.

## Pierwsza generacja

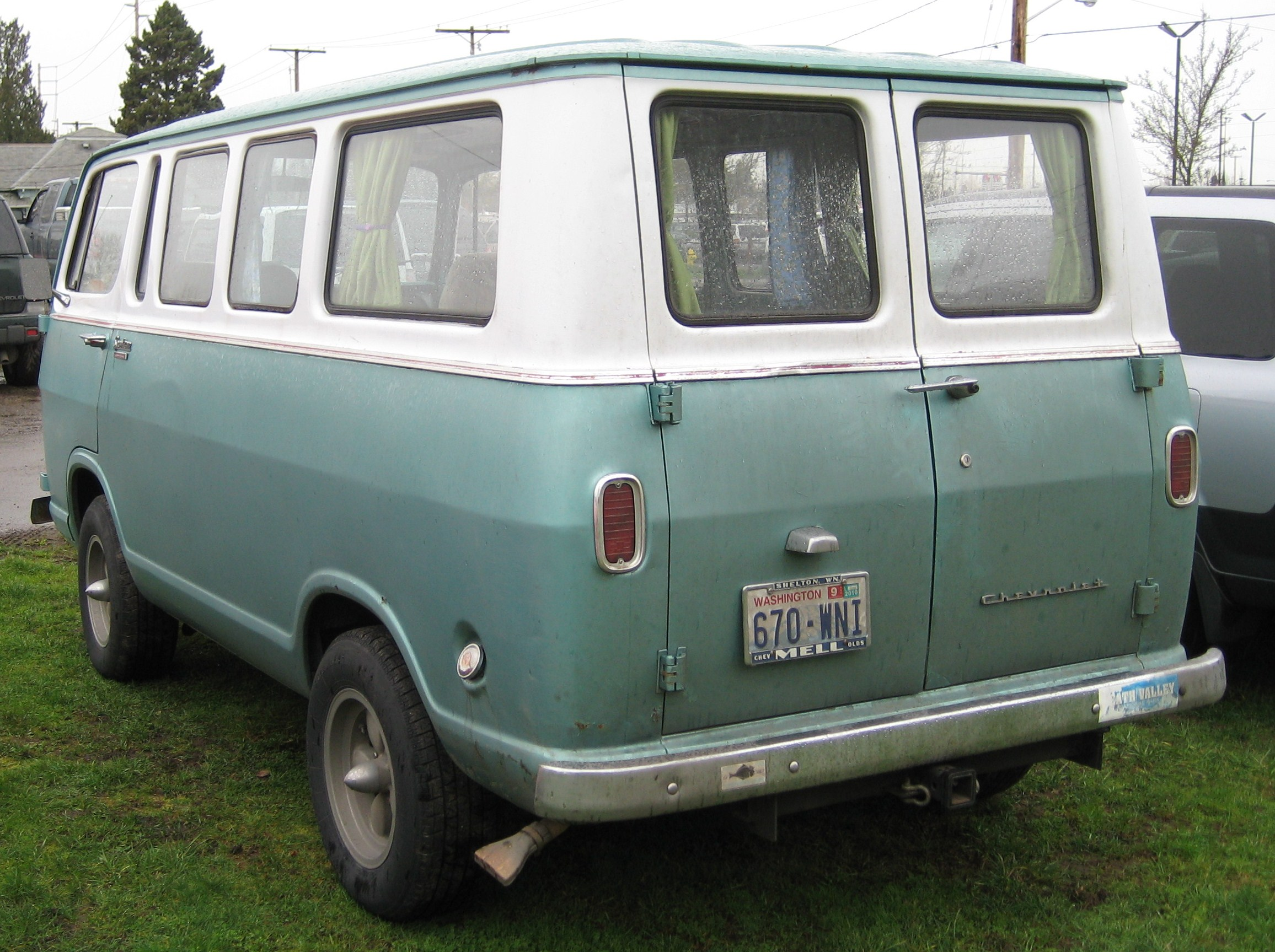
Chevrolet Sportvan I - tył

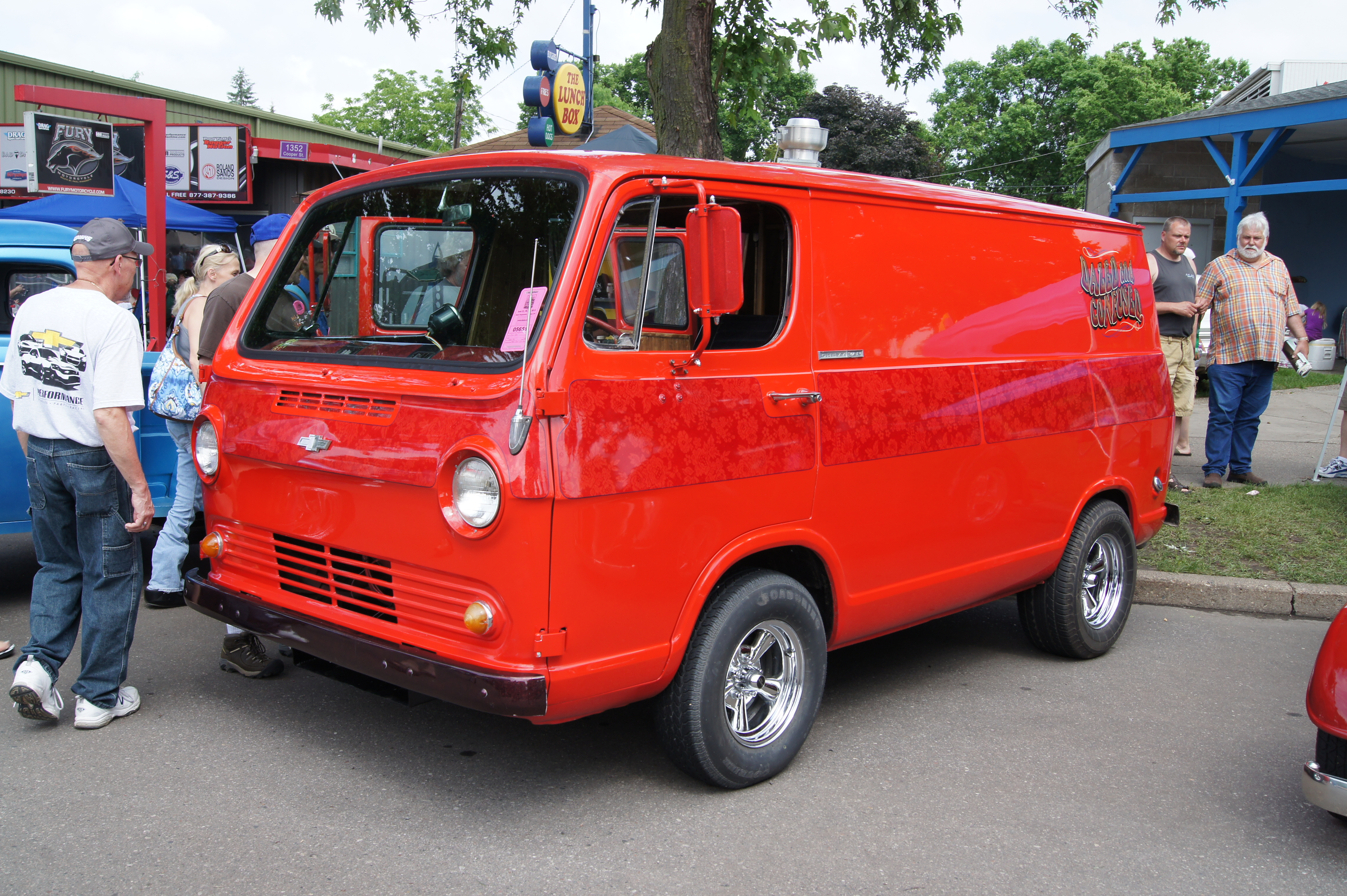
Chevrolet Van I

Chevrolet Van I został zaprezentowany po raz pierwszy w 1964 roku. Osobowa wersja nosiła nazwę Sportvan.
Nowa rodzina samochodów dostawczych Chevroleta została opracowana wspólnie z GMC, zastępując w ofercie model Greenbrier. Ponownie jak w przypadku poprzednika, modele Van i Sportvan przyjęły postać jednobryłową z silnikiem umieszczonym pod kabiną pasażerską między fotelami kierowcy i pasażera.
Pierwsza generacja, wzorem konkurencyjnego Dodge A100 i Forda Econoline, wyróżniały się łagodnie zarysowaną bryłą z licznymi zaokrągleniami i okrągłymi elementami, na czele z oświetleniem.

### Silniki
- L4 2.5l
- L6 3.2l
- L6 3.8l

## Druga generacja

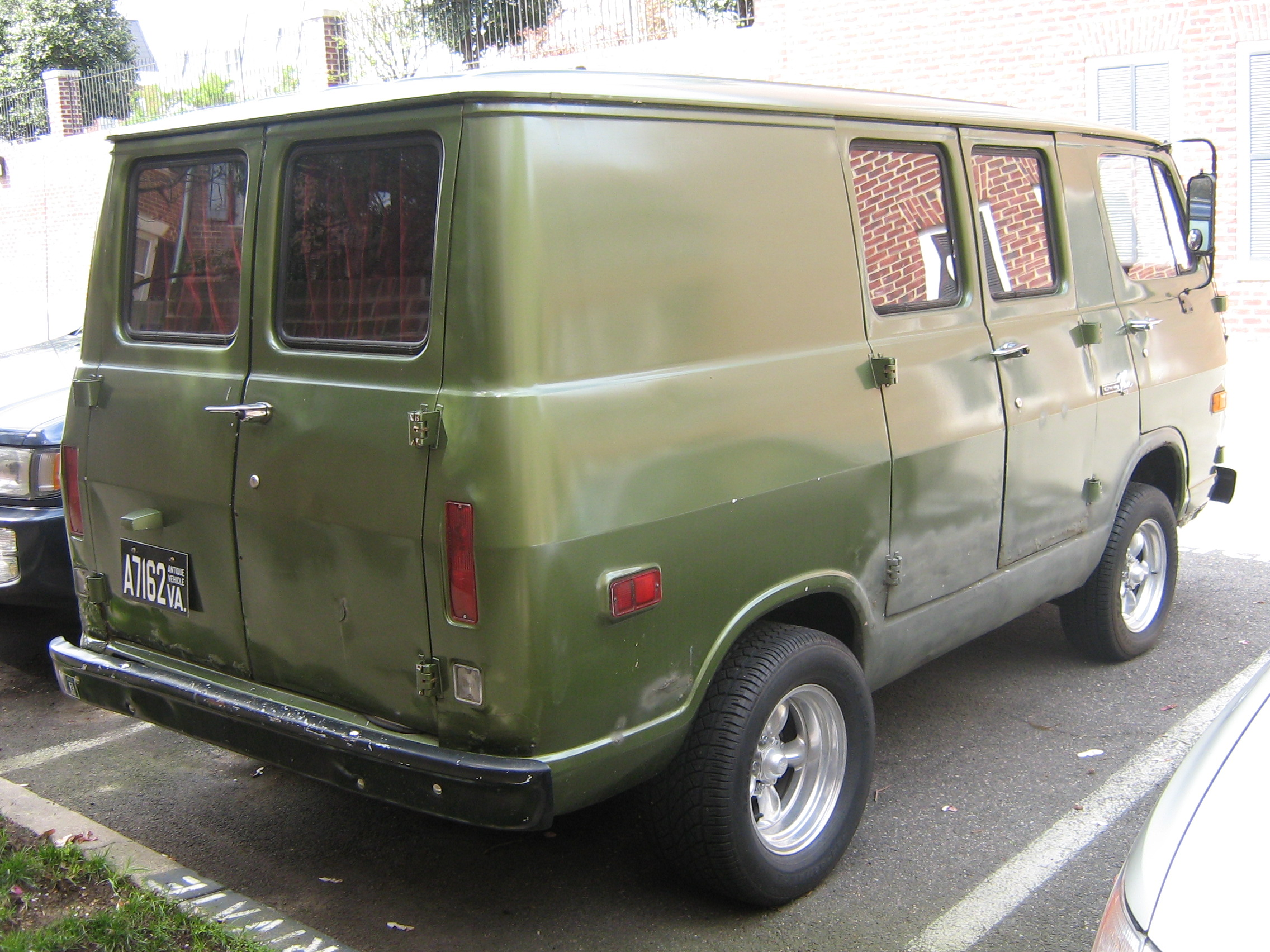
Chevrolet Sportvan II - tył

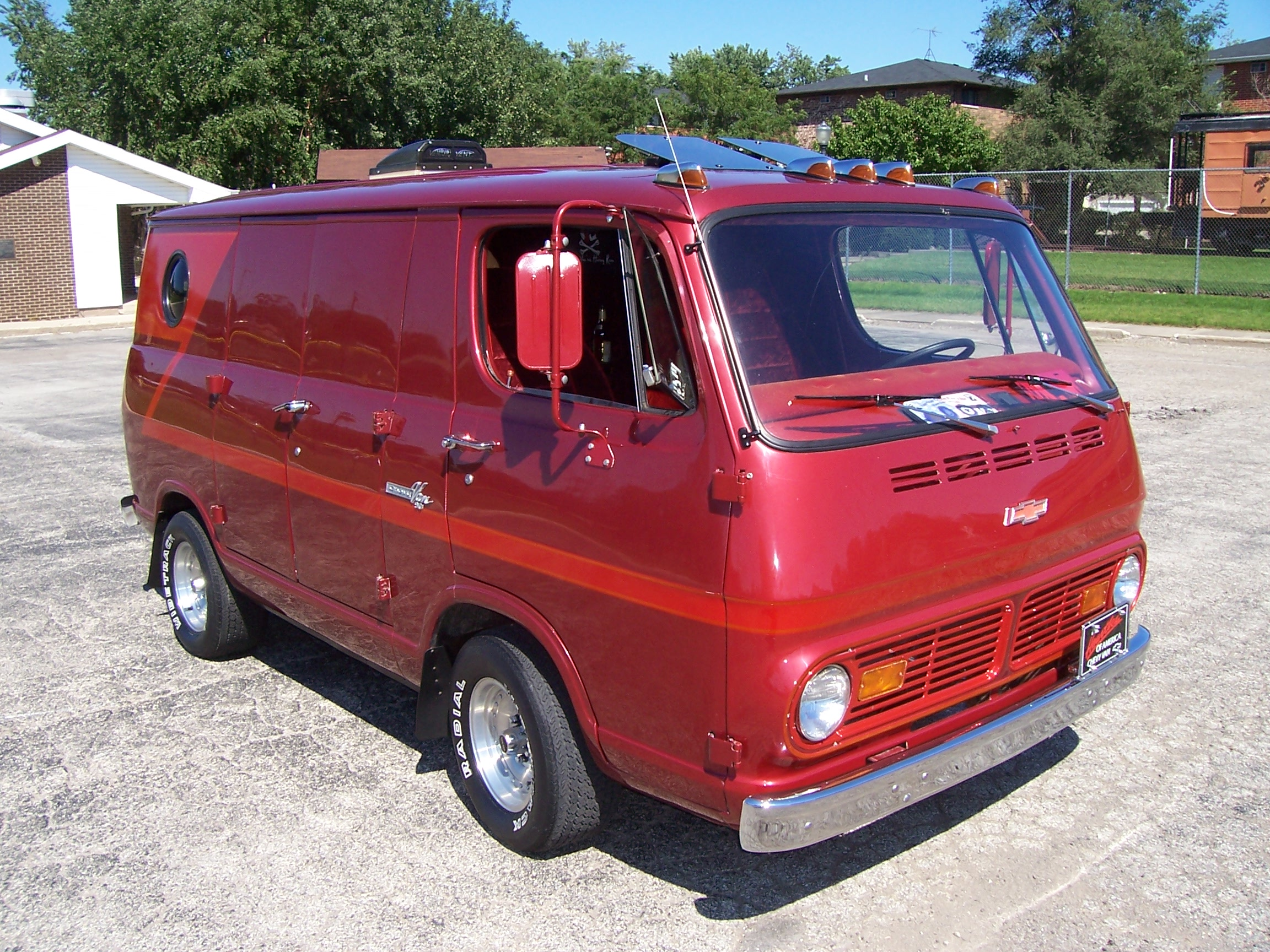
Chevrolet Van II

Chevrolet Van II został zaprezentowany po raz pierwszy w 1967 roku. Osobowa wersja nosiła nazwę Sportvan.
Druga generacja modeli dostawczych Chevroleta zachowała obłe, jednobryłowe proporcje za charakterystycznie wysoko poprowadzoną linią okien, szeroko rozstawionymi okrągłymi reflektorami i podłużnym zwisem przednim skrywającym jednostkę napędową umieszczoną pod kabiną pasażerską.
Największą zmianą w stosunku do poprzednika było znacznie większe nadwozie, które przełożyło się na pojemniejszy przedział transportowy w przypadku wariantu dostawczego oraz przestronniejszą część pasażerską w kwestii odmiany osobowej Sportvan.

### Silniki
- L4 3.8l
- L6 4.1l
- V8 4.6l
- V8 5.0l
- V8 5.7l

## Trzecia generacja

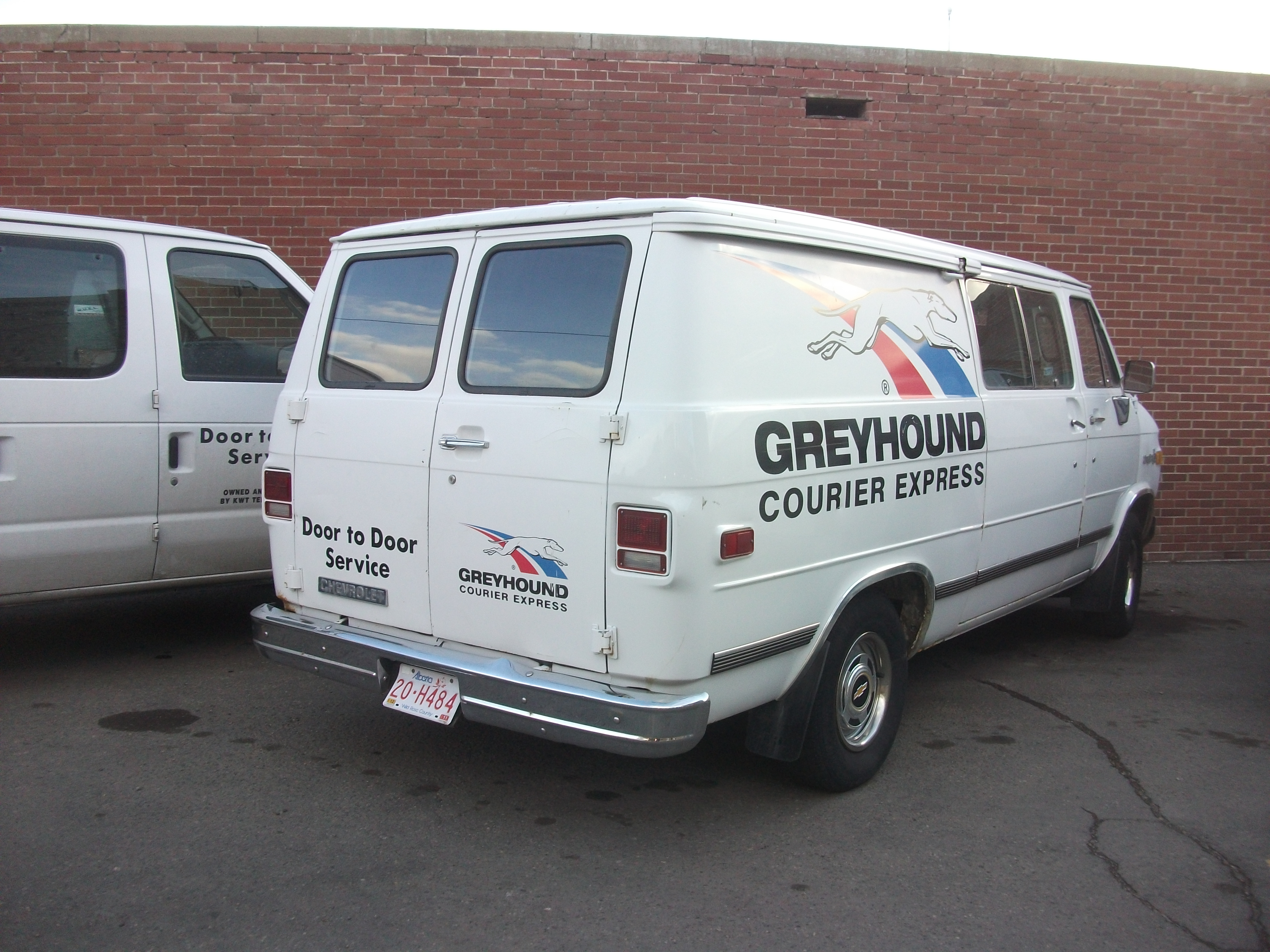
Chevrolet Van III - tył

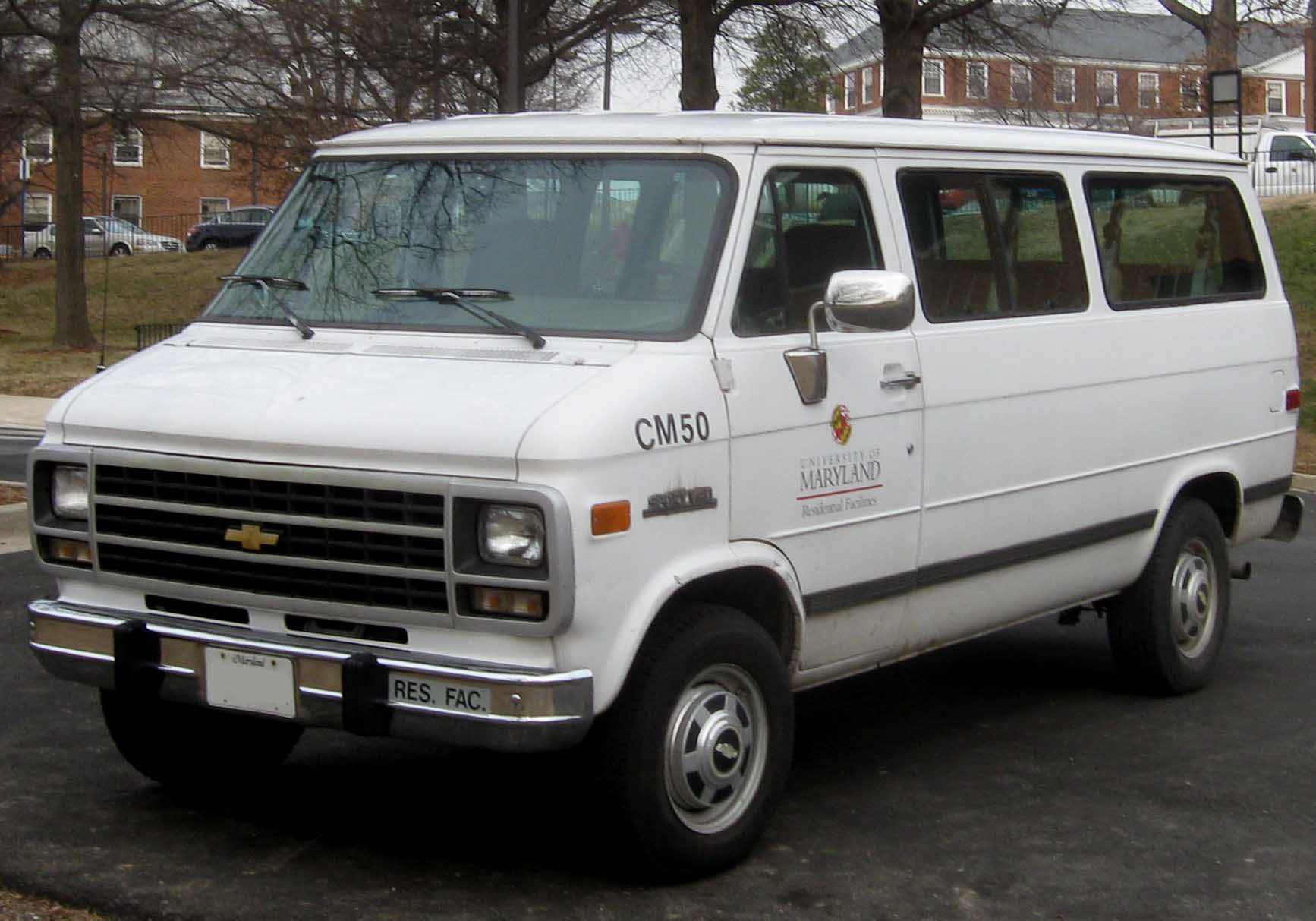
Chevrolet Sportvan III

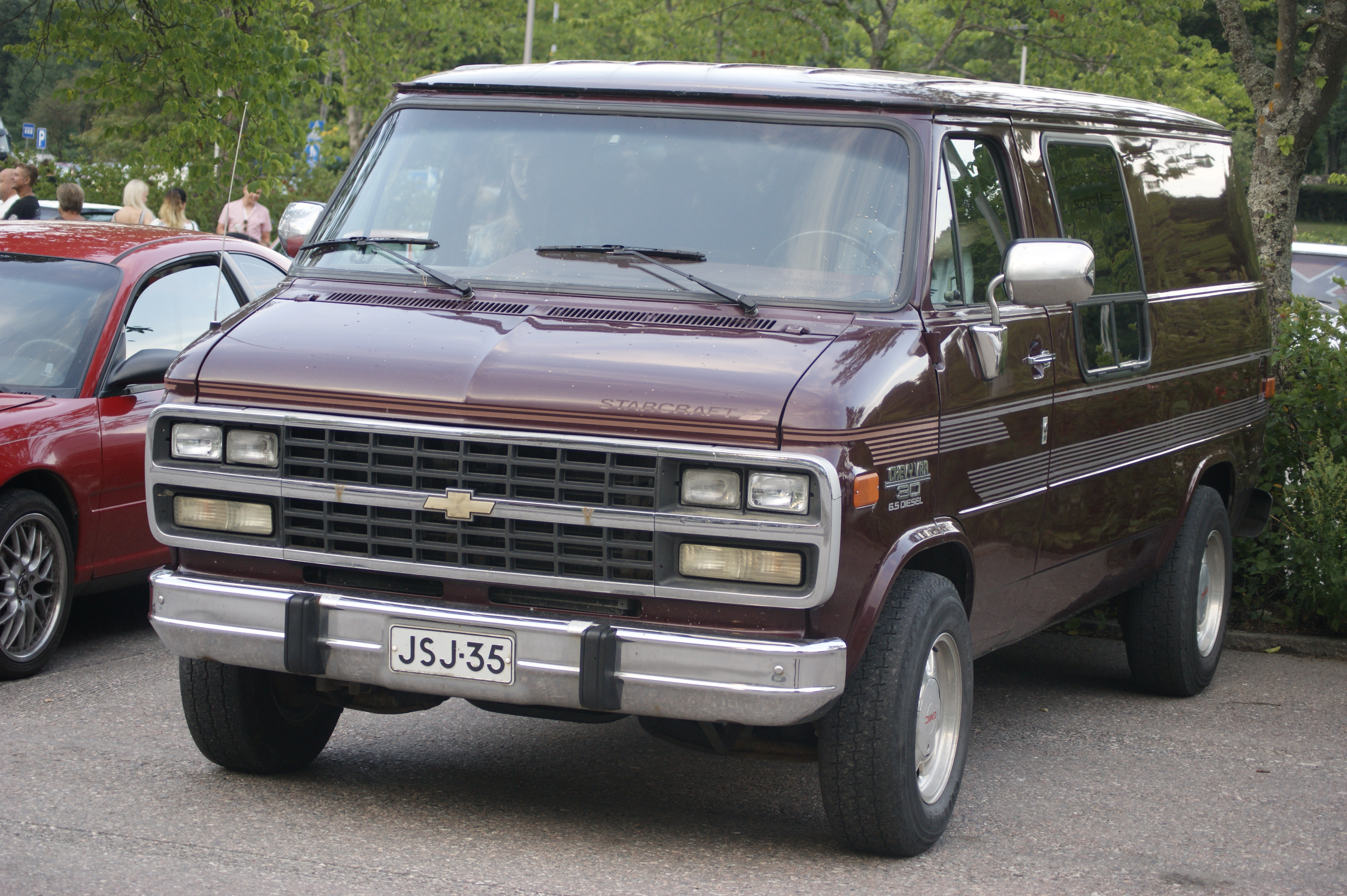
Chevrolet Van III po liftingu

Chevrolet Van III został zaprezentowany po raz pierwszy w 1970 roku. Osobowa wersja nosiła m.in. nazwę Sportvan.
Inaczej niż w przypadku bliźniaczej linii GMC, kolejna generacja rodziny samochodów dostawczo-osobowych Chevroleta zachowała dotychczasowe nazwy uzależnione od warintu. 
Trzecie pokolenie przyniosło radykalną zmianę formuły, na jaką zdecydował się także konkurencyjny Dodge i Ford. Nadwozie ponownie urosło, przyjmują przy tym już nie jedno, a dwubryłową formę. Silnik znalazł się pod wyraźnie zaznaczoną maską, przez co przód stał się dłuższy, a kabina pasażerska została umieszczona niżej.

### Lifting
Podobnie jak bliźniacze GMC Vandura, w 1992 roku Chevrolet Van i Sportvan przeszły obszerną restylizację pasa przedniego zgodną z nowym kierunkiem stylistycznym producenta. Pojawił się pas przedni z podłużnymi, dwupoziomowymi reflektorami rozdzielonymi chromowaną poprzeczką, a także zmodyfikowana atrapa chłodnicy.

### Silniki
- R6 4.1l
- V6 4.3l
- V8 5.0l
- V8 5.7l
- V8 7.4l
- V8 6.2l Diesel
- V8 6.5l Diesel